# Androcydès
Androcydès de Cyzique (en grec ancien Ἀνδροκύδης) est un peintre grec des Ve et IVe siècles av. J.-C.. Aucune de ses peintures n'a été conservée.

## Notice historique
Il est originaire de Cyzique. Rival de Zeuxis, il peint pour Thèbes vers -380 Combat de Cavalerie ou Bataille de Platées. Athénée de Naucratis fait état de la passion culinaire d'Androcydès pour les poissons ; ainsi, il prête une attention excessive à la représentation de poissons autour d'une figure centrale, Scylla, dans l'une de ses œuvres,,.

## Le tableauBataille de Platées
Son tableau Bataille de Platées fut impliqué dans des controverses politiques. Les remarques de Plutarque concernant cette œuvre ont été de grande utilité pour les historiens de l'art qui ont étudié la peinture d'histoire en tant que genre pictural. Selon lui, Androcydès reçut une commission de la ville de Thèbes pour peindre une scène de bataille sur site. Lors de cette période -392--379, l'oligarchie de Thèbes s'était alliée à Sparte. Quand les Spartiates furent défaits en -379, l'œuvre était inachevée. Elle fut confisquée et vouée à commémorer une bataille mineure à Platées, probablement vers -370, avant la bataille de Leuctres. À l'origine, l'œuvre devait avoir honoré Pélopidas et Épaminondas, mais grâce aux efforts d'un certain Ménécléides, le nom du commandant de Thèbes Charon a été changé, soit directement sur la peinture, soit sur une plaque dédicatoire.
Ce changement de sujet indique que les scènes de bataille pourraient être dépeintes de façon si générique que le sujet apparent de l'œuvre peut être changé simplement en donnant un nouveau titre. Bien que n'existant plus, il s'agit de la seule peinture d'une bataille hippique connue antérieure à celle d'Euphranor.